# Elaphoidella nuragica
Elaphoidella nuragica is een eenoogkreeftjessoort uit de familie van de Canthocamptidae. De wetenschappelijke naam van de soort werd voor het eerst geldig gepubliceerd in 1986 door Pesce & Galassi.